# Тюзюн, Ферит
Фери́т Тюзю́н (тур. Ferit Tüzün; 24 апреля 1929, Стамбул, Турция — 21 октября 1977, Анкара, Турция) — турецкий композитор, пианист, дирижёр и педагог.

## Биография
Начал обучение игре на фортепиано с 6 лет. Занимался в Лицее имени Ататюрка в Анкаре. В 1941 году по рекомендации Ульви Джемаля Эркина поступил в Анкарскую консерваторию, где учился у Эркина (фортепиано) и у Неджиля Казыма Аксеса (композиция). В 1952—1954 годах работал в консерватории ассистентом на кафедре композиции и аккомпаниатором в балетное отделении. В 1954—1959 годах совершенствовался в Мюнхене на стипендию Министерства национального образования у Карла Амадеуса Хартмана, Карла Орфа и Фрица Лемана. С 1959 года был дирижёром, а в 1974—1977 годах — генеральным директором Анкарской государственной оперы. Похоронен на мемориальном кладбище в Анкаре (тур. Karşıyaka Mezarlığı).

## Сочинения
- симфония (1952)
- сюита «Анатолия» (1954)
- сюита «Ветры» (1965)
- сюита «У фонтана» (1964)
- сюита «Колыбельная» (1950)
- сюита «Турецкое каприччио» (1956)
- фортепианное трио (1950)
- тема с вариациями для фортепиано (1950)
- канцонетта и гавот для фортепиано (1950)